# فرودگاه خوی

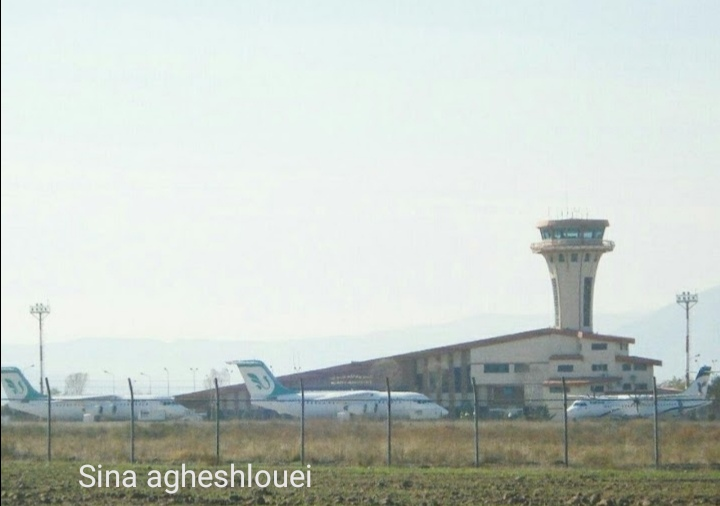
روز پرترافیک در فرودگاه خوی هواپیمای ایران ایر و ماهان

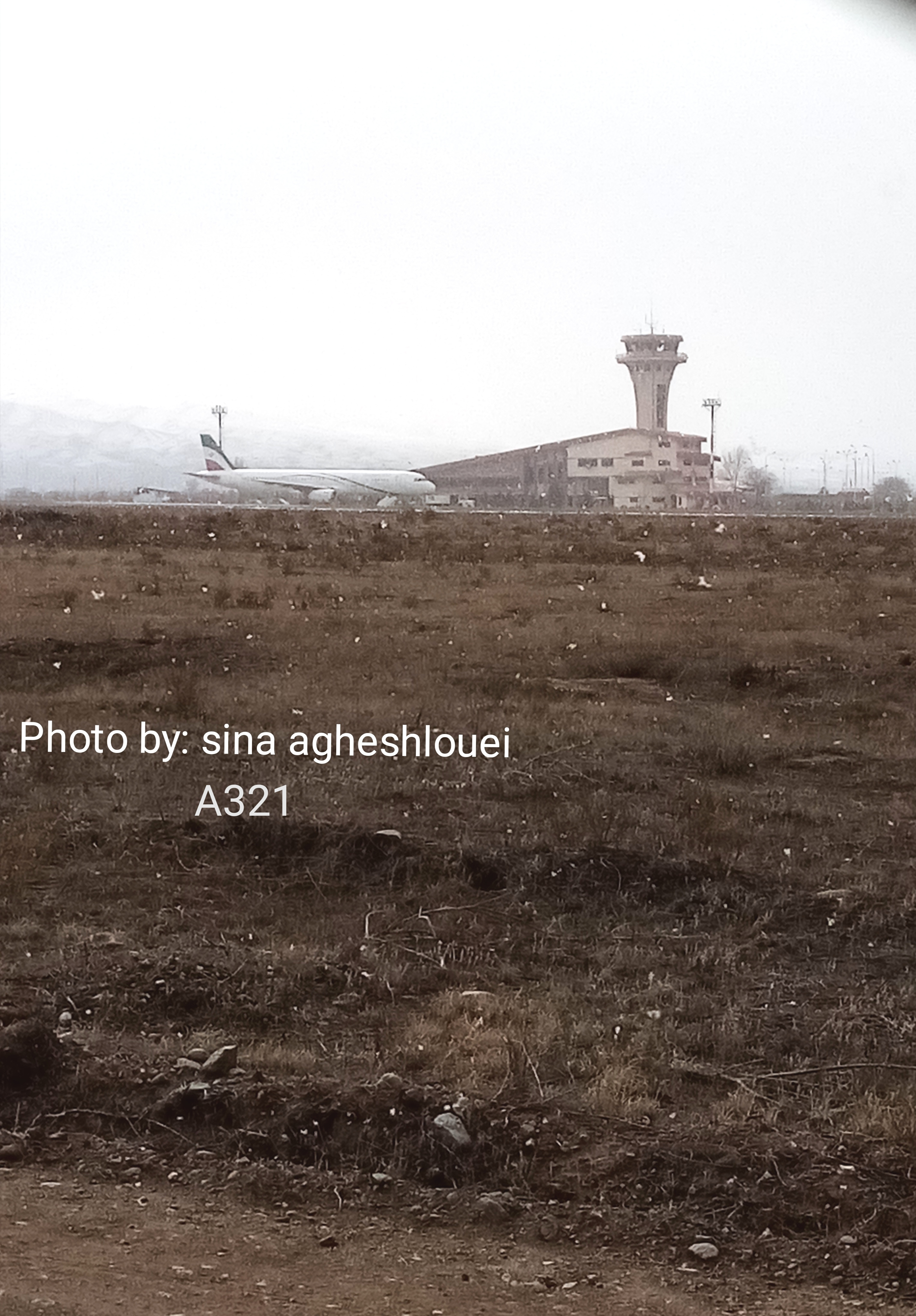
هواپیمای ایرباس ۳۲۱ در فرودگاه خوی

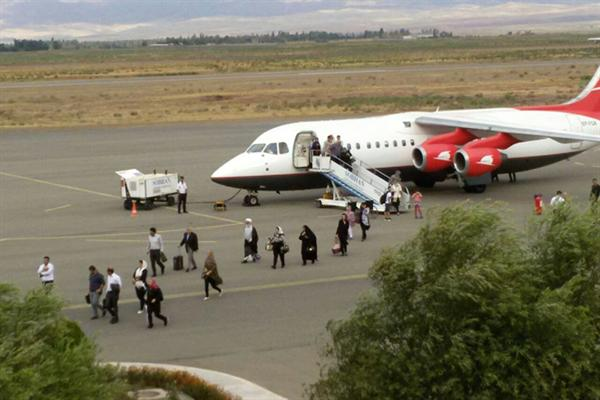
هواپیمای آرجی ۱۰۰ قشم‌ایر در فرودگاه خوی.

فرودگاه خوی، (یاتا: KHY، ایکائو: OITK) نام دومین فرودگاه استان آذربایجان غربی است که در شهر خوی قرار دارد.
عملیات اجرایی فرودگاه خوی از سال ۱۳۷۲ شروع شد و با فرود هواپیمای حامل احمد خرم، وزیر راه و ترابری در دولت خاتمی، در سال ۱۳۸۳ افتتاح شد.
فرودگاه خوی دارای طول باند ۲٬۸۵۰ متر و عرض ۴۵ متر به شماره‌های ۱۵ و ۳۳ است، همچنین مساحت اپرون فرودگاه ۱۵٬۰۰۰ متر مربع و ارتفاع برج مراقبت ۴۱ متر است.
این فرودگاه با توجه به هم‌مرز بودن خوی با شهر وان در ترکیه و وجود گذرگاه مرزی رازی خوی به عنوان مهم‌ترین دروازهٔ توسعه در شمال استان، برای جابه‌جایی هوایی مسافران نقش کلیدی دارد.
مختصات جغرافیایی آن N۳۸۲۵۲۰ و E ۰۴۴۵۸۳۶ به فاصلهٔ ۱۰٫۸ NM و SE از شهرستان خوی بوده و ۳٬۹۸۱ پا ارتفاع از سطح دریا دارد.
مساحت ساختمان‌های احداث شده شامل سالن اصلی ترمینال، سالن ورودی، سالن خروجی، سالن تشریفات، ساختمان عملیات، ساختمان‌های اداری و برج مراقبت پرواز بالغ بر ۳٬۷۰۰ متر مربع است.
در طی سال ۲۰۱۶ میلادی ،۱۶۶ نشست و برخاست هواپیما در این فرودگاه انجام شد و ۱۰٬۳۷۲ نفر مسافر و ۷۶٬۵۲۸ کیلوگرم بار از طریق آن جابجا شد.
روحانی اولین رئیس‌جمهور کشور بود که در ۲۸ آبان سال ۱۳۹۷ و هیئت همراه با سه فروند هواپیمای آرجی شرکت ماهان وارد فرودگاه خوی شد.
پروازهای این فرودگاه، تهران به خوی و بالعکس بوده و برنامه آینده این فرودگاه شامل: راه اندازی پرواز (خوی – مشهد)، (خوی - شهر وان ترکیه)، (خوی - نجف و کربلا) و بالعکس و همچنین پروازهای تور گردشگری است.
خوی بعد از ارومیه دومین شهرستان پرجمعیت استان آذربایجان‌غربی است.
در قدیم نیز خوی به‌دلیل واقع شدن در مسیر جاده ابریشم و جاده تجارتی شرق و غرب، مورد توجه بسیاری از جهان‌گردان و ایران‌شناسان قرار گرفته است. بعد از گسترش امپراتوری سلجوقیان به آناتولی و غرب، این شهر به دلیل داشتن موقعیت جغرافیای ویژه و قرار گرفتن در سر راه اصلی شرق به غرب، اهمیت و رونق علمی، فرهنگی، اقتصادی بسیار یافت.
جاده ابریشم در فاصله ۲۵ کیلومتری شمال غربی خوی در جاده چالدران بالاتر از قوردیک‌قفه‌سی رد می‌شد که در زبان محلی به جاده ابریشم «دوه اوچان» (محل پرواز کردن شتر) می‌گفتند؛ چرا که به‌دلیل سرازیری شدید این جاده شتران با مال‌التجاره با سرعت زیاد می‌رفتند، چنان‌که گویی پرواز می‌کردند.
فرودگاه خوی همچنین می‌تواند پذیرای آمبولانس هوایی توسط هواپیماهای فالکون ۲۰ و آنتونوف -۷۴ باشد و بیماران می‌توانند توسط ابن پروازهای به‌صورت مستقیم از شهر خوی به سایر استان‌ها منتقل شوند.

## سفر رئیس‌جمهور حسن روحانی به خوی

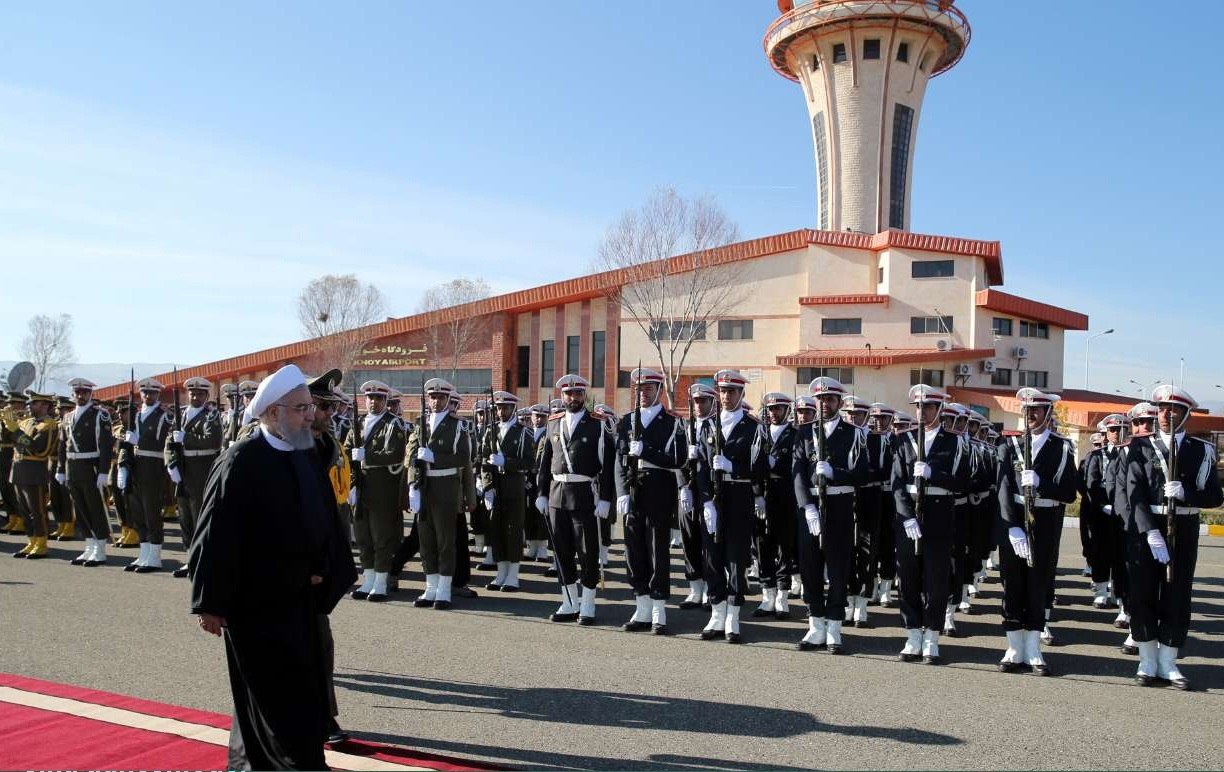
رئیس‌جمهور حسن روحانی در فرودگاه خوی

در ۲۸ آبان سال ۱۳۹۷ رئیس‌جمهور وقت حسن روحانی نخستین رئیس‌جمهور کشور بود که با هیئت همراه با سه فروند هواپیمای آرجی شرکت ماهان وارد فرودگاه خوی شد.

## شرکت‌های هواپیمایی و مقصدهای پروازی
| شرکت‌های هواپیمایی | مقصدهای پروازی |
| ----------------- | -------------- |
| 1-ایران ایر       | تهران          |

- فهرست فرودگاه‌های ایران

## نگارخانه

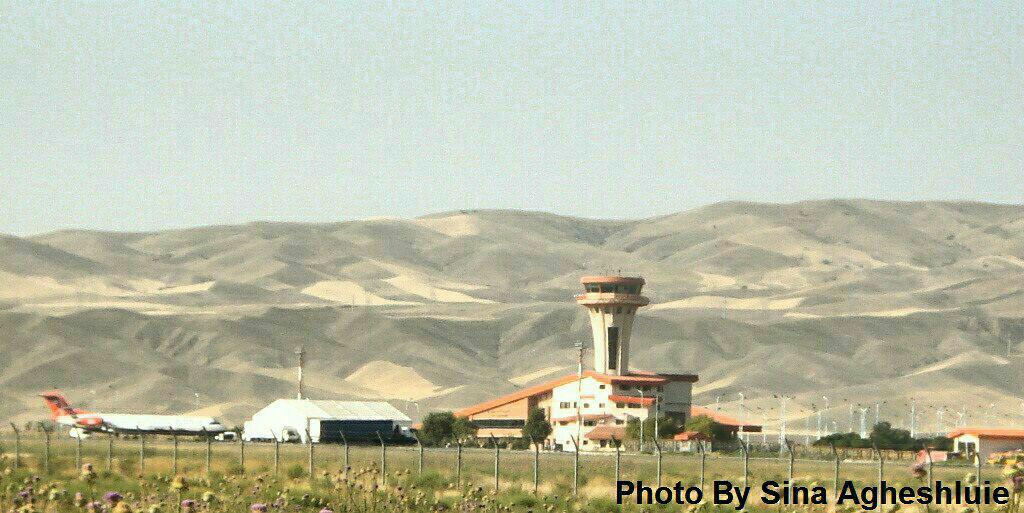
فرودگاه خوی - فوکر ۱۰۰ قشم ایر
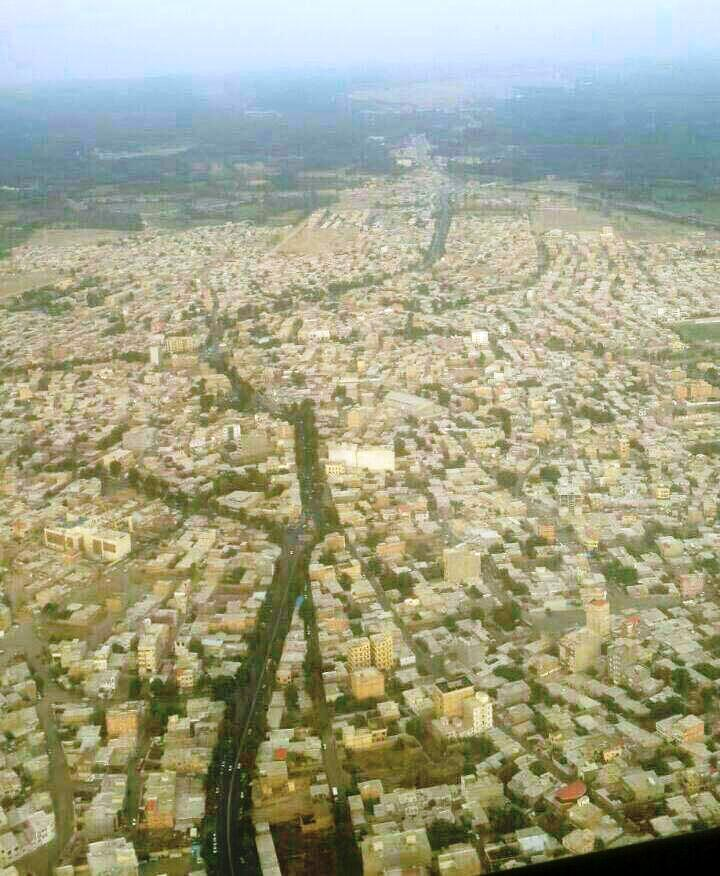
نمایی از خوی از داخل هواپیما
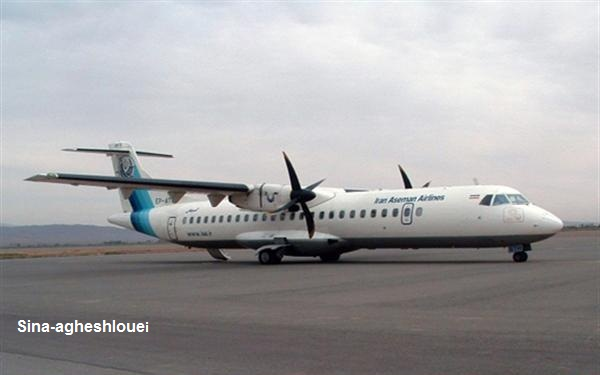
فرودگاه خوی - هواپیمایی آسمان
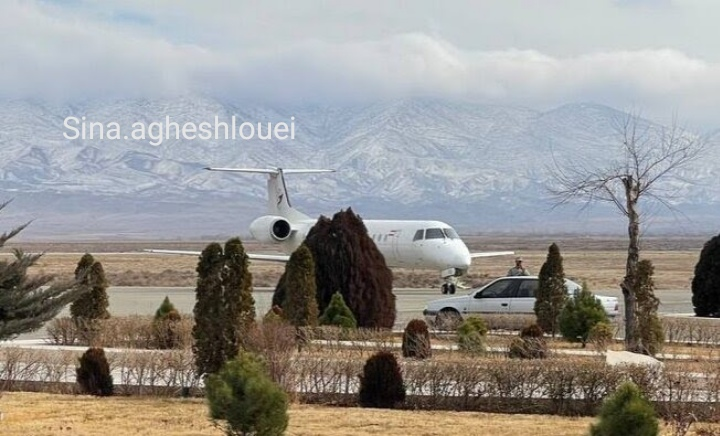
فرودگاه خوی - هواپیمای وزیر کشور
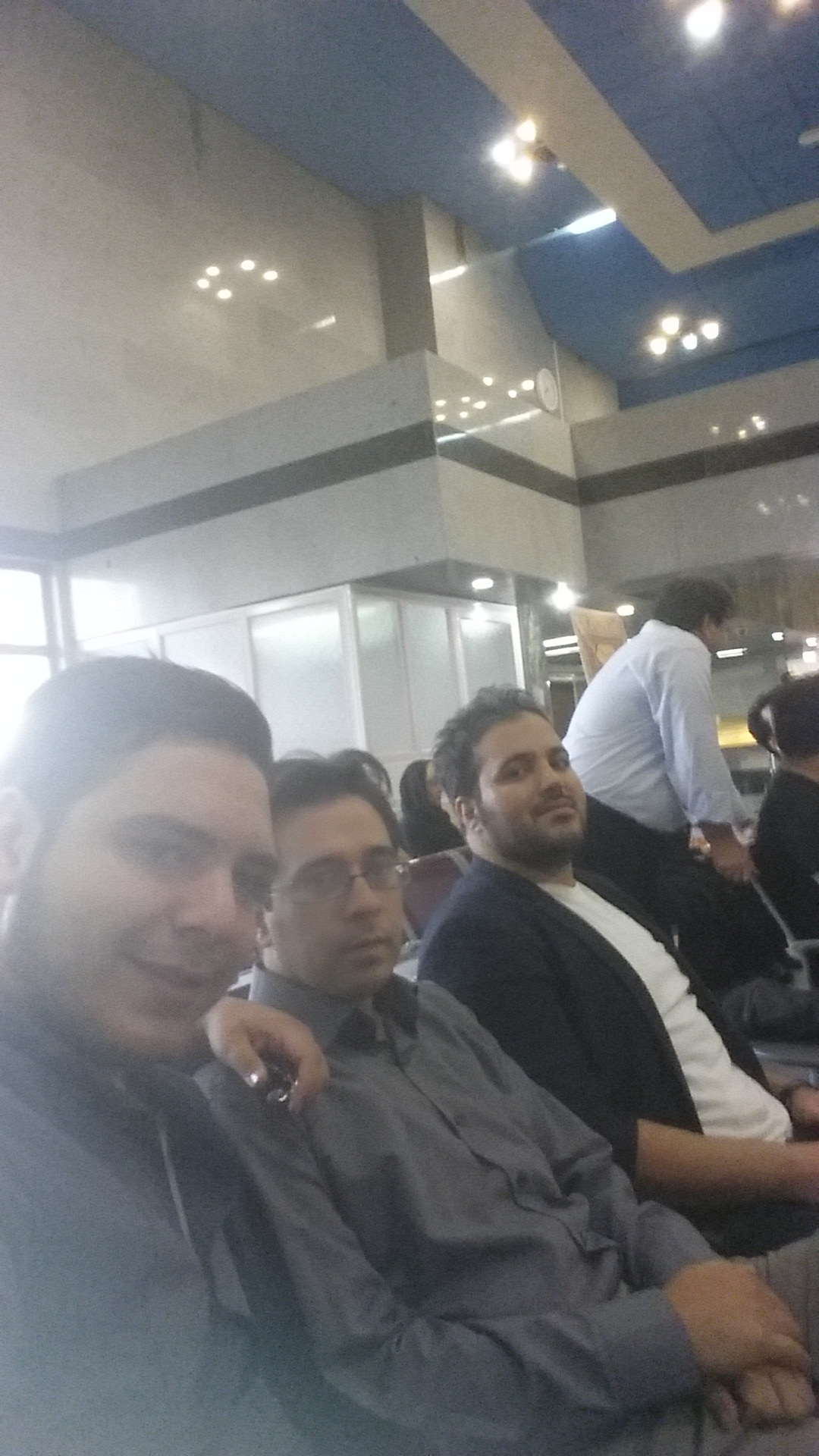
علی عبدالمالکی در فرودگاه خوی
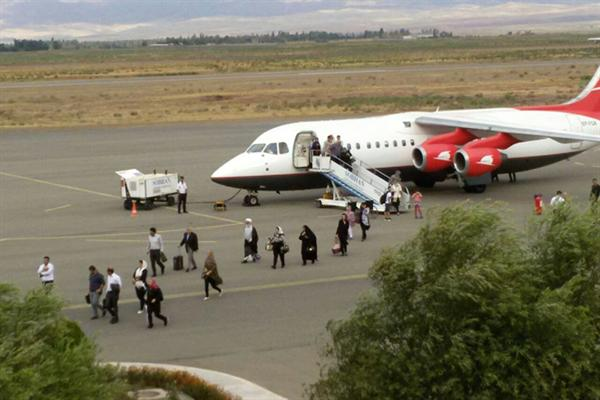
هواپیمایی قشم ایر